# Pyongsong
Pyongsong (em coreano: 평성) é uma cidade da Coreia do Norte, e a capital da província de Pyongan Sul no oeste do país. A cidade está localizada cerca de 32 quilômetros a nordeste de Pyongyang e foi formalmente estabelecida em dezembro de 1969 como um centro para os setores de ciência e tecnologia da Coreia do Norte. De acordo com o censo norte-coreano de 2008 a cidade tinha uma população de 284.386 habitantes.

## História
Na época da Libertação, a área pertencia a Sinsa-myeon e Hutan-myeon, Suncheon-gun, Pyongan-nam-do. Em 1965, Pyongsong-gu foi estabelecida pela separação e integração de Hari e Hacha-ri em Pyongyang-si, Yongsa-ri, Bonhak-ri, Deoksan-ri e Sunan-ri. Em 1967, Wolpo-ri, Samryong-ri, Hutan-ri, Cheongok-ri, Gangdong-gun Hae-ri e Hanwang-ri foram incorporados.
Em 1969, Pyongsong-gu foi reorganizado em Pyongsong-si. Em 1972, Sunan-gun foi reorganizada em Pyongyang-si, e Sunan-gun Yulhwa-ri e Eojung-ri também foram incluídos. Em 1995, parte das áreas de Deoksan-dong, Baesan-dong, Jikyeong-dong (alguns dos quais foram revisadas) e Songryeong-dong foram adicionados a Pyeongyang-si Eunjeong-gu. Em 1999, Gyeongsin-ri foi incorporada em Gangdong-gun e adicionada a Pyongyang.

## Divisões administrativas
Pyongsong-si é dividida em 20 tong (bairros) e 14 ri (aldeias):
| - Chungdŏk-tong (중덕동) - Churye-dong (주례동) - Hach'a-dong (하차동) - Haksu-dong (학수동) - Kuwŏl-dong (구월동) - Munhwa-dong (문화동) - Okchŏn-dong (옥전동) - Ori-dong (오리동) - Podŏk-tong (보덕동) - Samhwa-dong (삼화동) - Sangch'a-dong (상차동) - Songryŏng-dong (송령동) - Ponghak-tong (봉학동) - P'yŏngsŏng-dong (평성동) - Raengch'ŏn-dong (랭천동) - Tŏksŏng-dong (덕성동) - Tumu-dong (두무동) | - Ŭndŏk-tong (은덕동) - Yangji-dong (양지동) - Yŏkch'ŏn-dong (역전동) - Chamo-ri (자모리) - Chasal-li (자산리) - Ch'ŏng'ong-ri (청옥리) - Hadal-li (하단리) - Hut'al-li (후탄리) - Hwap'o-ri (화포리) - Koch'ŏl-li (고천리) - Kyŏngsil-li (경신리) - Ŏjung-ri (어중리) - Paeksong-ri (백송리) - Ryulhwa-ri (률화리) - Samryong-ri (삼룡리) - Unhŭng-ri (운흥리) - Wŏlp'o-ri (월포리) |

## Economia
A economia de Pyongsong está centrada na indústria e na agricultura. As principais fábricas incluem a Fábrica de Confecção de Malhas de Pyongsong, a Fábrica de Arquivos de Borracha de Pyongsong, a Fábrica de Couro Sintético de Pyongsong, a Fábrica de Relógios Moranbong, a Fábrica de Alimentos de Pyongsong e a Fábrica Farmacêutica de Pyongsong, onde alimentos e medicamentos são produzidos. Terras agrícolas abrangem cerca de 28% da área total, sendo 24% de arrozais, 64% de campos e 12% de pomares.

## Transporte
Pyongsong-si tem duas estações na Linha Pyongra da Ferrovia Estadual Coreana, uma em P'yŏngsŏng-dong e outra em Ponghak-tong.
Devido à localização e ao bom transporte, Pyongsong-si é o local de muitas empresas atacadistas que importam produtos da China.

## Educação
Tendo sido inicialmente estabelecida como um centro para os setores de ciência e tecnologia da Coreia do Norte, Pyongsong-si é o local de várias faculdades, universidades e centro de pesquisa:
- Universidade de Ciência de Pyongsong - com a reputação de incluir um departamento de física nuclear, cujos pesquisadores contribuem para o Programa nuclear da Coreia do Norte. O departamento administra o Instituto de Pesquisa de Energia Atômica.[9]
- Universidade de Medicina de Pyongsong (funciona como o instituto regional de treinamento médico da província de Pyongan Sul).[1]
- Instituto de Pesquisa em Ciências Espaciais.[1]

## Cidades irmãs
- Pernik, Bulgária[10]

## Ligações Externas
- Perfil da Cidade de Pyongsong